# Штоффель, Жози
Жозе́ф[уточнить] «Жози́» Што́ффель (фр. и люкс. Josy Stoffel; 27 июля 1928 года, Дифферданж — 9 марта 2021) — люксембургский гимнаст.

## Биография и карьера
Родился в люксембургской коммуне Дифферданж. Принимал участие в пяти летних Олимпийских играх 1948, 1952, 1956, 1960 и 1964 годов, но ни на одних не завоевывал медалей. Тем не менее, Штоффель долгие годы был первым гимнастом в Люксембурге. Он в течение шестнадцати лет, с 1949 по 1964 год, выигрывал Люксембургский чемпионат по спортивной гимнастике.
Закончив выступать на соревнованиях, Штоффель в 1955—1965 годах работал тренером бельгийской сборной по спортивной гимнастике, в 1965—1974 годах тренером сборной Люксембурга.
Его жена, Ивон Штоффель-Вагнер, также занималась гимнастикой и приняла участие в 1960 году на Олимпийских играх.

## Награды и звания
В 2008 году Штоффель был награжден государственной наградой — орденом Заслуг Великого герцогства Люксембург.
В 1957 и 1960 годах гимнаст избирался в Люксембурге спортсменом года.